# Cipher (comics)
Pour les articles homonymes, voir Cipher.
Cipher (de son vrai nom Alisa Tager) est une super-héroïne appartenant à l’univers de Marvel Comics. Elle a été créée par Marc Guggenheim et Rafa Sandoval. Elle apparaît pour la première fois dans Young X-Men #8 en novembre 2008.

## Biographie fictive
Cyclope raconte qu'Alisa a été découverte durant une mission des X-Men. Durant un conflit à Mutant Town, Jean Grey sent la présence de la jeune mutante. Mais à sa demande, Jean et Scott décident de la garder secrète, sous le nom de code de Cipher.
Cipher se lie d'amitié avec Blindfold.

## Pouvoirs
Elle est capable de se rendre invisible. Elle peut bloquer les télépathes qui voudraient lire ses pensées, excepté les plus puissants, comme Jean Grey.
Outre ses pouvoirs, elle est apte à piloter le X-Jet.